# Christian Hackenberg
Christian Hackenberg (Lehighton, 14 febbraio 1995) è un ex giocatore di football americano statunitense che ha giocato nel ruolo di quarterback.

## Carriera

### New York Jets
Hackenberg giocò al college a Penn State dal 2013 al 2015, venendo nominato titolare già nella sua prima stagione, in cui fu premiato come debuttante dell'anno della Big Ten Conference. Fu scelto dai New York Jets nel corso del secondo giro (51º assoluto) del Draft NFL 2016, il quarto quarterback chiamato dopo Jared Goff, Carson Wentz e Paxton Lynch.
Il 14 giugno 2020 annunciò il suo ritiro dal mondo del football per tentare l'avventura nel baseball come lanciatore.